# Cultura dell'Australia

Bandiera dell'Australia

La  cultura dell'Australia è essenzialmente una cultura occidentale influenzata dalla geografia unica del continente australiano, dai diversi influssi delle popolazioni aborigene e delle popolazioni delle Torres Strait Islands, dalla colonizzazione inglese cominciata nel 1788 e le varie ondate di migrazioni multietniche che seguirono. La prevalenza della lingua inglese, l'esistenza di un sistema governativo democratico disegnato su quello inglese, le tradizioni del costituzionalismo e del federalismo americano, il cristianesimo come religione dominante e la popolarità di sport come il cricket e il rugby sono tutte prove di una significativa eredità Anglo-Celtica. La cultura australiana si è diversificata in maniera significativa dall'arrivo degli Inglesi nel 1788.

Le popolazioni aborigene sono arrivate non prima di 60000 anni fa e le prime tracce di arte aborigena in Australia sono datate ad almeno 30000 anni fa. Molti stati e territori nacquero come colonie penali con i primi detenuti britannici che arrivarono nella baia di Sydney nel 1788. Storie di fuorilegge come il bushranger Ned Kelly sono tramandate nella musica, nel cinema e nella televisione australiana. La corsa all’oro cominciata in Australia metà dell'Ottocento portò ricchezza ma anche nuove tensioni sociali come la rivolta dei minatori di Eureka. Le colonie elessero un parlamento e stabilirono dei diritti per i lavoratori e per le donne molto prima delle altre nazioni occidentali. Il processo di federalizzazione dell'Australia nel 1901 ha evidenziato un crescente senso di identità nazionale che si era sviluppato nella seconda metà dell'Ottocento, come si vede nei dipinti dei pittori della Heidelberg School e nelle opere di scrittori come Banjo Paterson, Henry Lawson, Dorothea Mackellar. Le guerre mondiali hanno profondamente alterato il senso di identità nazionale, con la prima guerra mondiale che ha introdotto la leggenda dell'ANZAC e la Seconda Guerra Mondiale che ha visto il passaggio dalla Gran Bretagna agli Stati Uniti come il principale e più grande alleato. Dopo la Seconda Guerra Mondiale, 6,5 milioni di persone immigrate da 201 diverse nazioni portarono un'ampia nuova diversità e gli australiani crebbero sempre più consapevoli della vicinanza con l’Asia. Nel corso del tempo le diverse tradizioni culinarie e culturali, e i diversi stili di vita portati dagli immigrati sono stati assorbiti nella cultura australiana.

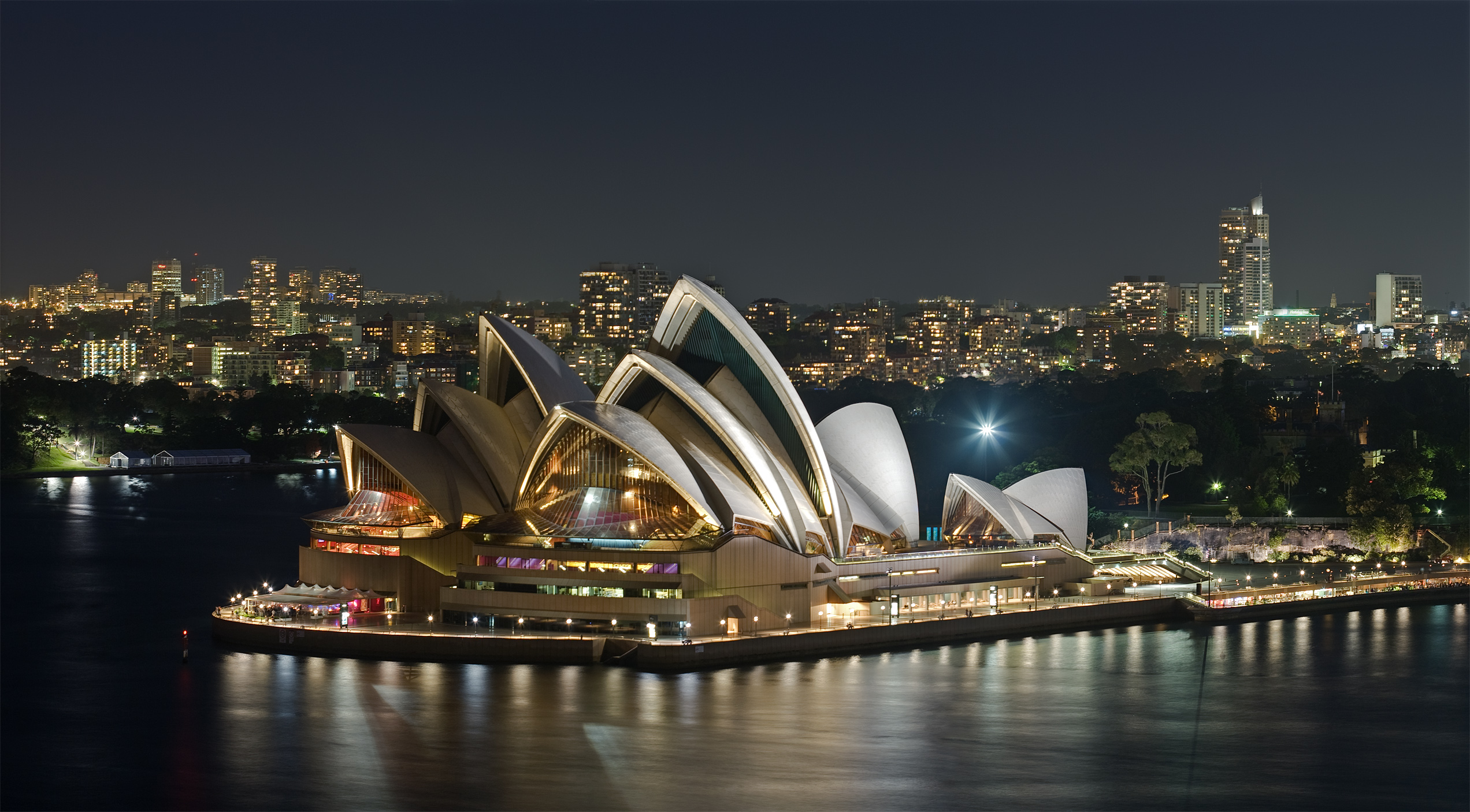
Teatro dell'opera di Sydney

L’egualitarismo, l'informalità ed un accentuato senso dell'umorismo sono stati temi comuni di opere di autori come C.J.Dennis, Berry Humphries e Paul Hogan. Il fascino dell'Outback è stato sempre presente nelle arti australiane.
Le città più importanti ospitano centri culturali rinomati a livello internazionale come la Sidney Opera House  e la National Gallery of Australia. L'Australia ha contribuito con numerosi artisti alla musica e al cinema internazionali, dall'hard rock con gli AC/DC all'opera con Nellie Melba e Joan Sutherland così come gli attori hollywoodiani Geoffrey Rush e Nicole Kidman e la designer Catherine Martin. Gli australiani inoltre praticano una grande varietà di sport tra i quali il football australiano e il surf intorno al quale si è sviluppata una vera e propria cultura.

## Storia della cultura australiana
Le più antiche tradizioni culturali sopravvissute in Australia sono quelle delle popolazioni aborigene e delle popolazioni delle Torres Strait Islands. I loro antenati hanno abitato l'Australia per 40.000-60.000 anni con uno stile di vita improntato sulla caccia. Nel 2006 la popolazione di indigeni è stata stimata a 517.000 persone ovvero il 2,5% della popolazione totale. La maggior parte degli Aborigeni hanno un credo basato sul Tempo del Sogno, che si riferisce sia al tempo quando gli spiriti ancestrali crearono il mondo e la cultura, sia all'insieme delle conoscenze e delle pratiche che definiscono l'identità e i ruoli individuali e della comunità. Il conflitto e la rappacificazione tra gli indigeni e non-indigeni è stata fonte di molta arte e letteratura australiana, e gli stili dell'arte aborigena così come le invenzioni più iconiche come il boomerang, il didgeridoo e la musica sono diventati simboli della moderna Australia.

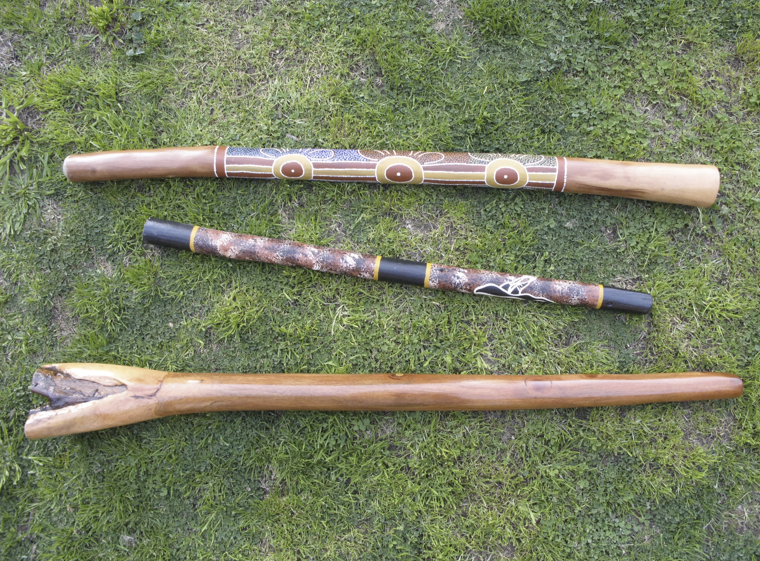
Diversi tipi di Didgeridoo, antichi strumenti a fiato degli Aborigeni

L'arrivo dei primi colonizzatori inglesi ha introdotto la cultura occidentale nel continente australiano. Sebbene inizialmente il territorio fu usato per le colonie penali dagli inglesi, essi posero le basi del sistema democratico e del diritto australiano ed introdussero le lunghe tradizioni della letteratura inglese, dell'arte e della musica occidentale ed il punto di vista, etico e religioso, del giudeo-cristianesimo in un nuovo continente.

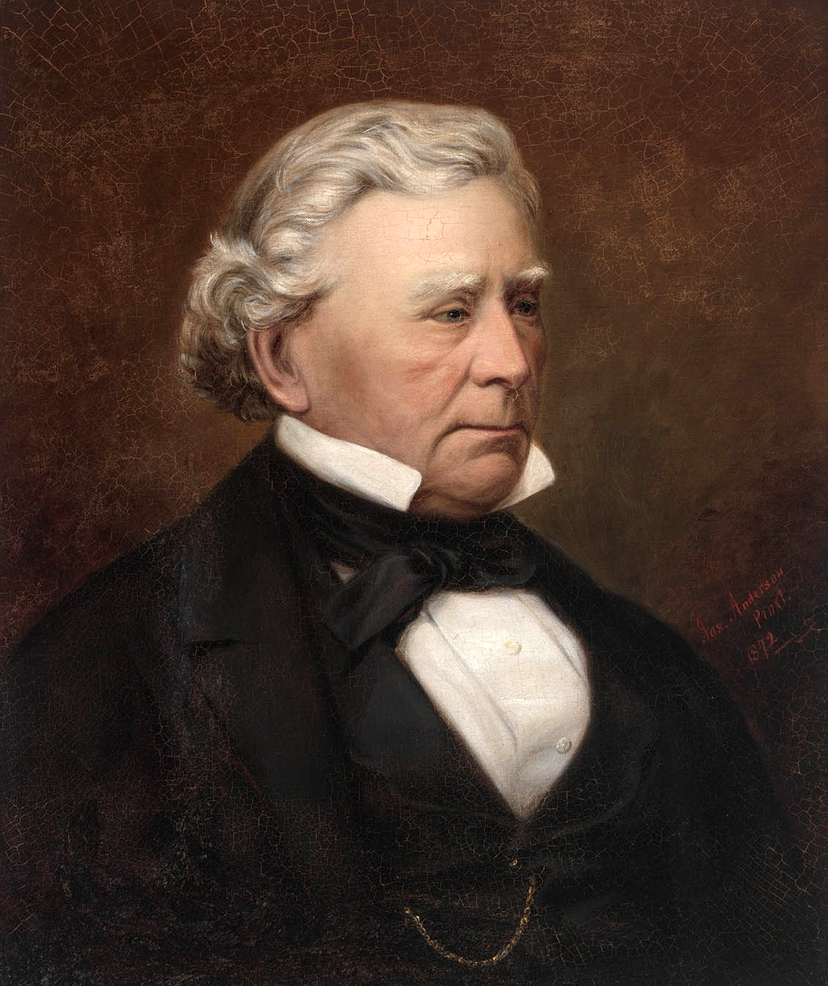
William Wentworth, fondatore del primo partito politico australiano

L’impero britannico si espanse per tutto il territorio stabilendo sei colonie. Le colonie erano inizialmente colonie penali ad eccezione della parte sud del continente che fu organizzata come una “colonia libera” ,senza prigionieri, con la visione di un territorio con libertà politiche e religiose e opportunità per arricchirsi attraverso investimenti finanziari ed agricoli.
Il rapporto tra gli indigeni australiani ed i nuovi colonizzatori spaziò dalla cordialità al conflitto violento ma furono le malattie portate dagli europei a devastare maggiormente le popolazioni aborigene. Secondo lo studioso Geoffrey Blainey, durante il periodo coloniale:” Il vaiolo, il morbillo, l'influenza e le numerose nuove malattie passavano da un campo di Aborigeni all'altro…Il principale conquistatore degli Aborigeni fu la malattia ed il suo alleato, la demoralizzazione.”
William Wentworth fondò il primo partito politico in Australia nel 1835 per chiedere un governo democratico nel Nuovo Galles del Sud. Dalla metà dell'Ottocento le colonie cominciarono a scrivere le costituzioni che istituivano parlamenti democraticamente avanzati come le monarchie costituzionali con la regina Vittoria a capo dello stato.
Il diritto di voto fu esteso alle donne a partire dagli anni 90 dell'ottocento: le donne furono ammesse al voto nel sud dell'Australia nel 1895. Questa fu la prima legislazione al mondo a permettere alle donne di partecipare alla vita politica e, nel 1897, Catherine Helen Spence fu la prima donna ad essere candidata alle elezioni. Nonostante un'evoluzione costante, i principi fondatori del governo parlamentare si sono mantenuti storicamente costanti dalla metà dell'Ottocento per tutto il corso del novecento.

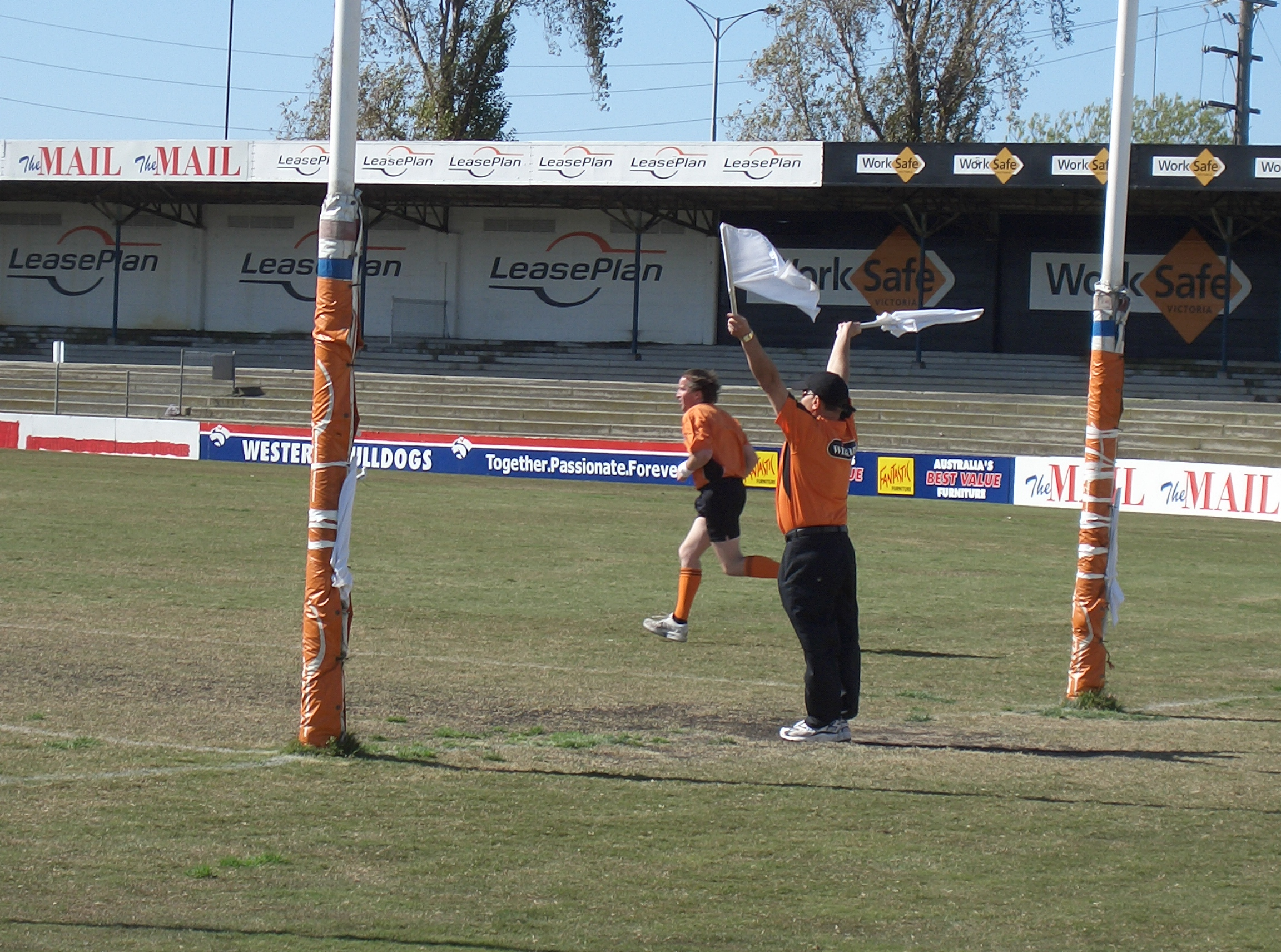
Arbitro di football australiano assegna un goal

Durante il periodo coloniale, diverse forme di arte, musica e letteratura si svilupparono attraverso movimenti come la Heidelberg School e le opere di scrittori come Henry Lawson e Banjo Paterson che hanno fatto molto per promuovere il punto di vista egalitario dell'Australia che dava un grande valore al concetto di fratellanza. Sport come il cricket ed il rugby furono importati dagli inglesi in questo periodo e insieme ad una variante locale del football, il football australiano, sono diventati una parte importante della tradizione culturale.
Il Commonwealth dell’Australia fu fondato nel 1901 dopo una serie di referendum condotti nelle colonie inglesi dell'Australasia. La costituzione australiana stabilì una democrazia federale e pose i diritti umani, il diritto di voto, il diritto ad essere giudicati in un processo e la libertà di religione, come principi fondanti delle leggi australiane. Il Partito Laburista Australiano fu fondato nell'ultimo decennio dell'Ottocento mentre il Partito Liberale d'Australia nel 1944, entrambi crescendo fino a diventare partiti politici dominanti e rivali nella politica australiana, sebbene molti altri partiti sono stati e sono rimasti influenti. Votare è obbligatorio in Australia ed il governo è formato essenzialmente dal gruppo con la maggioranza dei seggi alla Camera dei Rappresentanti che seleziona un esponente che diventerà Primo Ministro. L'Australia rimane una monarchia costituzionale nella quale la maggior parte dei compiti cerimoniali e ufficiali della regina sono eseguiti da un Governatore Generale nominato dal governo australiano.
L'Australia combatté al fianco della Gran Bretagna sin dall'inizio in entrambe le guerre mondiali e finì sotto attacco del Giappone nella seconda. Queste guerre toccarono profondamente il senso di unità nazionale dell'Australia e nacque una leggenda di onore militare sulle truppe ANZAC, che arrivarono a simboleggiare le virtù di fratellanza, coraggio e resistenza della nazione.

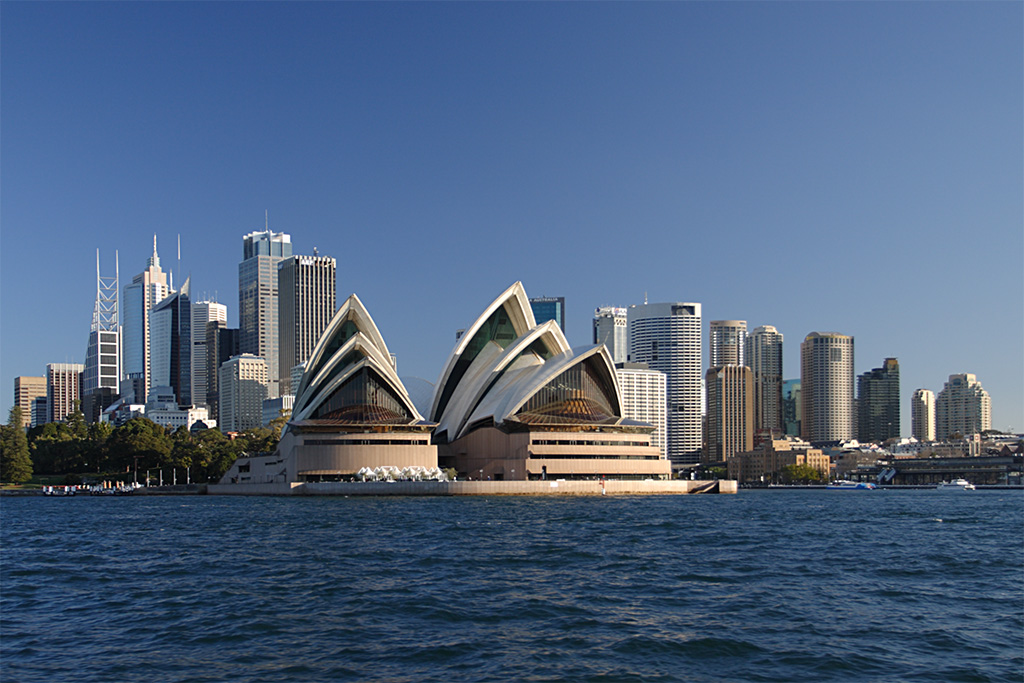
Sydney, la città più popolosa dell'Australia

Le colonie australiane hanno avuto un periodo di massiccia immigrazione multietnica durante la corsa all’oro australiana nella seconda metà dell'Ottocento, ma, dopo la federazione nel 1901, il parlamento istituì la White Australia Policy che favorì i migranti britannici e assicurò che l'Australia rimanesse una società prevalentemente Anglo-Celtica per buona parte del novecento. Il programma di immigrazione dopo la Seconda Guerra Mondiale vide la White Policy abolita dai governi succedutisi, permettendo ad un vasto numero di migranti europei, e successivamente asiatici e mediorientali, di entrare in Australia. Il governo Menzies ed il governo Holt abbatterono le barriere legali all'immigrazione multietnica e per gli anni 70, i governi Whitlam e Fraser stavano già promuovendo il multiculturalismo.

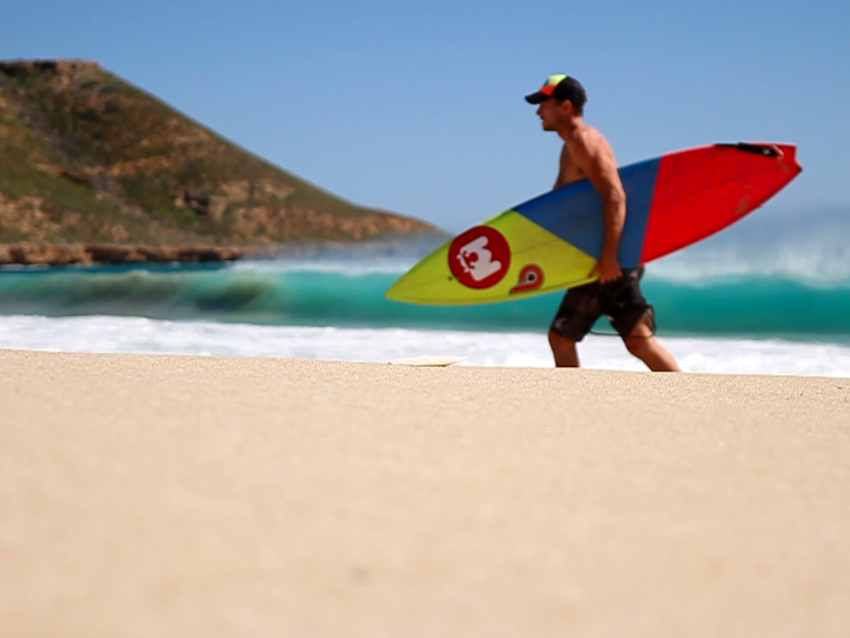
Jeff Rowley, surfista australiano

Alcuni stati e territori australiani continuarono ad avere leggi discriminatorie sui diritti di voto per gli Aborigeni fino agli anni 60 quando fu stabilita la piena parità legale: un referendum, nel 1967, per includere tutti gli Aborigeni nella lista nazionale degli elettori fu largamente approvato dai votanti. Nel 1984, un gruppo di aborigeni Pintupi ,che vivevano come una tradizionale società nomade nel deserto, furono spostati nel deserto di Gibson e portati in una comunità. Questo gruppo è ritenuto essere stato l'ultima tribù libera.
Mentre l'influenza culturale inglese rimase forte durante il ventunesimo secolo, altre influenze divennero sempre più importanti. Lo sport hawaiano del surf fu adottato in Australia dove una cultura della spiaggia, ed il movimento cresciuto localmente del surf da salvataggio, si stavano già espandendo dall'inizio del ventesimo secolo. La cultura pop e il cinema americano furono accolti nel ventesimo secolo, insieme alla musica country e successivamente il rock and roll che si affermarono in Australia grazie alla nuova tecnologia della televisione con una programmazione di molti contenuti americani.
Nel 1956 le olimpiadi di Melbourne proclamavano una prosperosa e ottimista nazione del dopoguerra e nuove icone culturali, come la stella della musica country australiana Slim Dusty ed il dadaista Barry Humphries, che esprimevano un'unica identità australiana.
Il programma di immigrazione australiano contemporaneo ha due componenti: un programma per i professionisti e le famiglie migranti e un programma umanitario per rifugiati e richiedenti asilo. Fino al 2010, il programma di immigrazione postbellico, ha portato più di 6.5 milioni di migranti da ogni continente. La popolazione è triplicata in sessanta anni fino a circa 21 milioni di persone nel 2010, comprese persone originarie di altri 200 paesi. Più del 43% degli australiani è nato oltreoceano o ha un genitore nato oltreoceano. La popolazione è altamente urbanizzata, con più del 75% degli australiani che abitano in centri urbani, per lo più lungo la costa.
L'Australia contemporanea è una società pluralista, radicata nelle tradizioni liberal-democratiche, che adotta l'informalità e l’egualitarismo come valori chiave della società. Nonostante sia fortemente influenzata dalle sue origini Angloceltiche, la cultura australiana è stata anche modellata dalle migrazioni multietniche che hanno influenzato tutti gli aspetti della vita australiana, inclusi gli affari, le arti, la cucina, il senso dell'umorismo e i gusti sportivi.

## Simboli

Lo stemma dell'Australia

Quando le colonie australiane si sono federate il 1º gennaio 1901, fu indetta una competizione ufficiale per disegnare la bandiera australiana. Il disegno che è stato adottato contiene la Union Flag nell'angolo sinistro a simboleggiare i legami storici con il Regno Unito, le stelle della Croce del Sud nella metà destra a indicare la posizione geografica dell'Australia e la stella federale a sette punte in basso a sinistra a rappresentare i sei stati e territori australiani. Altre bandiere ufficiali includono la bandiera degli aborigeni australiani, la bandiera di Torres Strait Island e le bandiere dei singoli stati e territori.

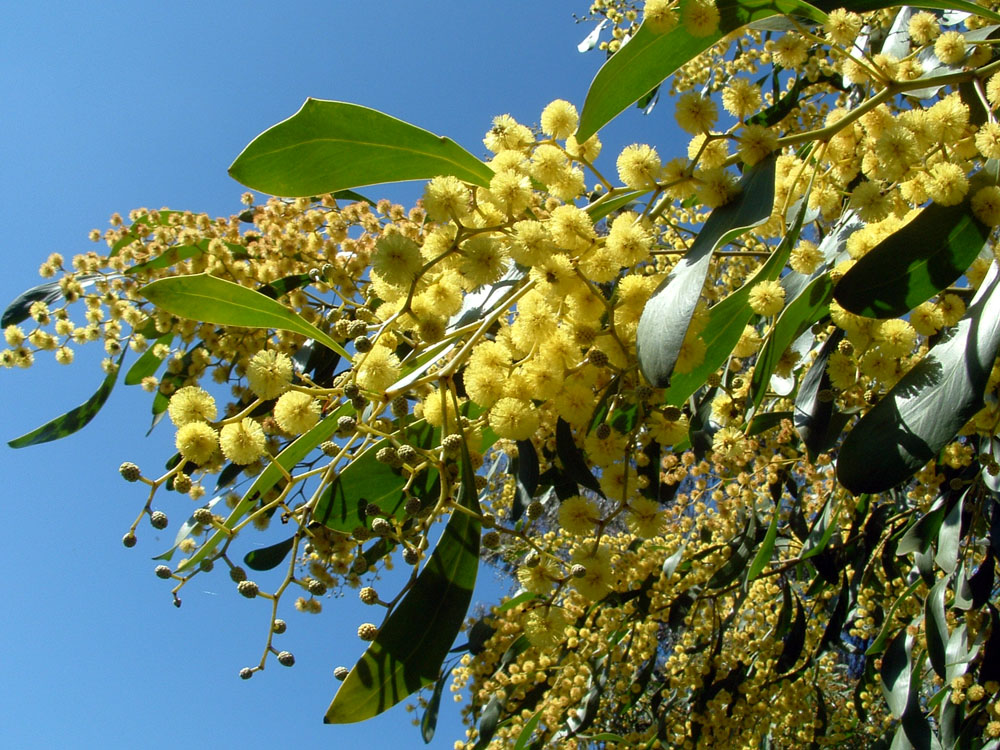
L'acacia dorata (Acacia pycnantha), simbolo floreale australiano

Lo stemma dell’Australia fu concesso dal re Giorgio V nel 1912 e consiste di uno scudo contenente i simboli dei sei stati all'interno di un bordo di ermellino. Il cimiero sopra lo scudo è una stella dorata a sette punte su una ghirlanda blu e oro che rappresenta i sei stati e territori. Lo scudo è sorretto da un canguro rosso e un emù.
Verde e oro furono confermati come colori ufficiali dell'Australia nel 1984  sebbene i colori siano stati adottati da molte squadre sportive nazionali già da molto prima di questa data. L'acacia dorata (Acacia pycnantha) è stata ufficialmente proclamata come emblema floreale nazionale nel 1988.
In Australia esistono numerosi simboli regali che riflettono lo status di monarchia costituzionale del paese come i simboli della monarchia australiana e dei suoi rappresentanti. Nonostante di fatto la regina dell'Australia non vive nel paese, la Corona e le istituzioni reali restano una parte tangibile della vita australiana. La valuta australiana, il dollaro australiano, presenta il volto del monarca regnante, la regina Elisabetta II, sul retro di tutte le monete e sulla banconota da 5 dollari. Le terre pubbliche, che costituiscono il 23% del territorio australiano, sono chiamate anche Terra della corona e includono riserve per la conservazione dell'ambiente così come terre inabitate. Ci sono numerose aree geografiche nominate in riferimento alla monarchia come gli stati di Queensland e Victoria, in onore della regina Vittoria e numerosi fiumi, strade, piazze, parchi e edifici che portano il nome di membri passati e presenti della Famiglia Reale. Attraverso il patrocinio reale molte organizzazioni in Australia si fregiano di poter usare il prefisso Reale nei loro nomi e spesso presentano simboli reali nei loro stemmi.

## Lingua
Sebbene l'Australia non abbia una lingua ufficiale, di fatto lo è l'inglese, in particolare nel paese si parla una variante specifica della lingua inglese: l'inglese australiano (noto in patria come strine). Secondo il censimento della popolazione del 2001 l'80% della popolazione parla a casa esclusivamente l'inglese; le altre lingue parlate principalmente sono il cinese (2,1%), l'italiano (1,9%) e il greco (1,4%). Un numero considerevole di immigrati della prima o seconda generazione è bilingue. L'Australia ha un proprio linguaggio dei segni, l'Auslan, usato da circa 6.500 sordi.
Si ritiene che fossero parlate circa duecento o trecento lingue australiane aborigene all'epoca dell'arrivo dei primi coloni. Attualmente sono sopravvissute solo settanta di queste lingue e venti di esse rischiano di estinguersi. Circa 50.000 persone fanno uso di una delle lingue degli aborigeni (lo 0,25% della popolazione).

## Italo-australiani
Gli italo-australiani sono quegli australiani d'origine italiana; secondo il censimento del 2006 essi sono il quarto gruppo etnico australiano (con 850.000 persone, dei quali 199.124 sono emigrati della prima generazione) dopo inglesi, scozzesi e irlandesi. L'italiano è parlato in casa da 316.900 persone.
Gli italo-australiani sono presenti in molte città, ma soprattutto nello stato di Victoria, con 82.851 unità, e nello stato del Nuovo Galles del Sud, con 55.172 unità.
Ormai gli italiani residenti in Australia sono per il 63% ultrasessantenni, dei quali 176.536 arrivati prima del 1980. Infatti, se l'afflusso degli italiani aumentò fortemente nel secondo dopoguerra, dagli anni settanta in poi il numero di emigrati italiani in Australia calò drasticamente.
Dal punto di vista religioso il 79% degli Italo-australiani è cattolico, il 3,2% si dichiara anglicano, il restante o è ateo oppure è fedele ad altre confessioni cristiane.

## Arte

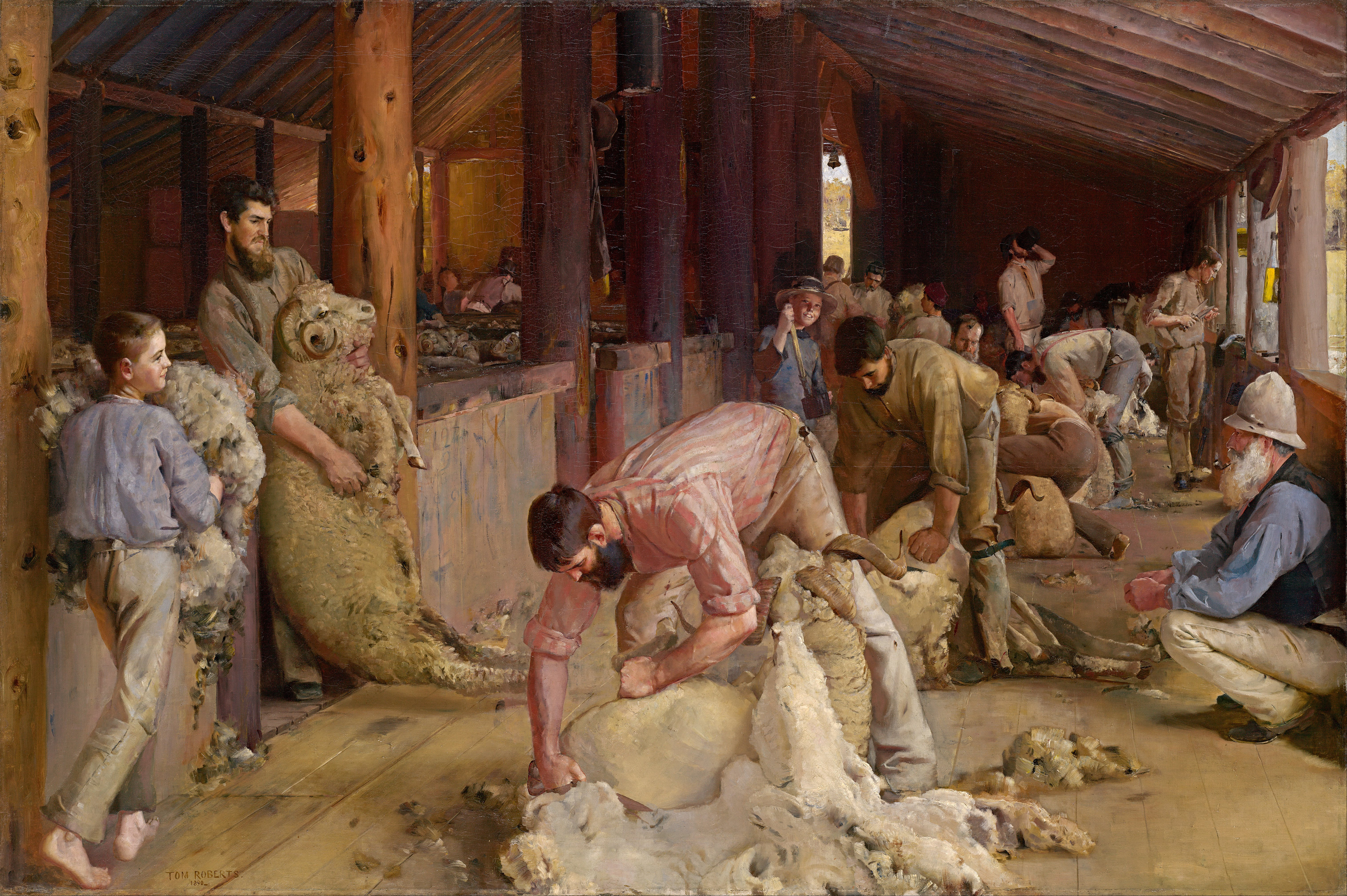
Shearing the Rams, Tom Roberts, 1890

L'arte in Australia (film, musica, pittura, teatro, la danza e l'artigianato) ha ottenuto il riconoscimento internazionale. Tuttavia, de facto, è stato spesso difficile per gli osservatori scorgere qualcosa che abbia caratteristiche tipicamente australiane nelle opere prodotte in questo paese nel campo della musica, del cinema, della letteratura e nella danza.

### Arti figurative e letteratura
Come in tutte le civiltà la prima forma di pittura fu quella rupestre, che possiamo trovare in svariate località dell'Australia settentrionale consiste in una sequenza di diversi stili legati ai diversi periodi storici. I materiali tradizionali impiegati nella pittura aborigena erano acqua o saliva mescolate con ocra e altri coloranti minerali, sangue di canguro e resine. Come strumenti si usavano semplici pennelli, bastoncini, o le dita. Piuttosto diffusa era anche una tecnica che consisteva nel riempirsi la bocca di pittura e spruzzarla sulla superficie da dipingere, con un effetto simile a quello della moderna pittura a spruzzo. Oltre a dipingersi il corpo, gli aborigeni dipingevano le pareti rocciose e la corteccia degli alberi (soprattutto dell'eucalipto melaleuca, nella zona di Arnhem). In alcune zone, e in particolare nella zona di Papunya, disegnavano direttamente sulla sabbia del deserto australiano.
Nella pittura su corteccia si utilizzano parti lisce e prive di nodi, preferibilmente ricavate dall'albero durante la stagione umida. La corteccia veniva poi pulita della scorza esterna più dura con uno strumento appuntito, riscaldata al fuoco, e appiattita calpestandola o schiacciandola con grossi sassi. Una volta dipinta, veniva applicato un fissante, tipicamente succo di orchidea.
- Graffiti aborigeni nel Parco Nazionale del Kakadu, Territorio del Nord:

Nella pittura rupestre aborigena tradizionale venivano utilizzato pareti rocciose spesso situate all'interno di caverne o in luoghi difficilmente accessibili. I luoghi scelti per la pittura avevano spesso un importante significato spirituale o religioso nella cultura locale, e non raramente i nuovi dipinti venivano realizzati sulla stessa parete usata per dipinti più antichi, che ne risultavano coperti. Alcuni dipinti rupestri in luoghi come Kakadu o Uluru risultano dalla sovrapposizione di decine o centinaia di strati.
- Scultura aborigena:

Le sculture lignee aborigene rappresentano spesso i Mimi, creature mitologiche simili a piccoli uomini. Altri oggetti realizzati in legno la cui realizzazione ha talvolta valenza artistica sono i boomerang, i coolamons, i bullroarer, i didjeridoo e perfino i "bastoncini per scavare" (digging sticks). Le decorazioni di questi oggetti, soprattutto con tecniche in stile dot art, sono però più tipiche dell'arte moderna (e alla vendita di souvenir turistici) che propri della tradizione aborigena.
La cosiddetta "cultura alta", o d'élite, tradizionale attrae una scarsa attenzione da parte della popolazione, cosa che non si può dire per la cosiddetta "cultura di massa". La cultura alta australiana si è sviluppata in un numero limitato di gallerie d'arte, all'interno di una ricca tradizione coreutica, ravvivata dall'eredità lasciata da Edouard Borovansky e Sir Robert Helpmann, proseguita con la compagnia di ballo nazionale (The Australian Ballet) e da ballerini-coreografi come Graeme Murphy e Meryl Tankard.
A Sydney ha sede l'Opera Australia, la compagnia teatrale della famosa Opera House. Inoltre, ogni capitale di stato vanta una sua orchestra sinfonica, particolarmente famose quelle di Sydney e Melbourne. Tuttavia, al di fuori dei maggiori centri gli artisti faticano a farsi conoscere e si può dire, addirittura, che la cultura alta è virtualmente inesistente.
Una forma di cosiddetta "cultura indipendente" è presente nelle capitali statali e nei maggiori centri regionali. Di questo tipo d'arte molto diffuse sono le etichette discografiche indipendenti, così come le loro corrispondenti nel campo del cinema, delle arti visive e della street art.
A Melbourne il panorama musicale legato alle etichette indipendenti è uno dei più grandi al mondo, mentre altro può essere trovato nella moltitudine degli artisti di strada stranieri che lavorano per un certo periodo in città e, in misura minore, nelle altre maggiori città australiane.

### Musica
Per quanto riguarda la musica indigena, sembra certa l'influenza della cultura musicale dei Maori, basata su strumenti percussivi e ritmici, aventi il compito di accompagnare canti e danze, talvolta inseriti all'interno di riti propiziatori e di iniziazione.
Negli ultimi secoli, sotto l'ìnfluenza della musica colta europea sono stati fondati a Sydney la Philharmonic Society (1820), un buon numero di teatri lirici e istituti musicali. Nel Novecento si è intensificata l'attività di studiosi musicali, di compositori e di musicisti, tra i quali si annovera il direttore d'orchestra Denis Vaughan.
Gli AC/DC sono australiani, grande band Hard Rock famosa in tutto il mondo. Grande artista di fama mondiale è la cantautrice Kylie Minogue, nonché attrice della serie tv Neighbours, originaria di Melbourne, rappresentata anche in una statua di bronzo nel centro della città natale. Altri artisti famosi sono Holly Valance la star australiana di Kiss Kiss Down Boy, Natalie Imbruglia e Delta Goodrem. Sono australiani anche i Karnivool, uno dei gruppi Progressive rock più famosi.
Uno dei protagonisti della scena musicale australiana è Nick Cave, fondatore della storica rock-band the Birthday Party ed attuale leader dei Nick cave and the Bad Seeds, noti e apprezzati in tutto il globo. Nell'ultimo decennio sono nate diverse band di genere metal/hardcore che hanno raggiunto un notevole successo in tutto il mondo, tra cui Parkway Drive, I Killed the Prom Queen (scioltisi nel 2008) e i 50 Lions.
Alcuni dei musicanos di maggior successo comprendono Nellie Melba, Slim Dusty, Joan Sutherland, The Easybeats, Bee Gees, Olivia Newton-John, Paul Kelly, INXS, Kylie Minogue, Powderfinger, The John Butler Trio, Xavier Rudd.

## Festività
| Data                            | Festività                                               |
| ------------------------------- | ------------------------------------------------------- |
| 1º gennaio                      | Capodanno                                               |
| 26 gennaio                      | Australia Day (festa nazionale)                         |
| Pasqua                          | Venerdì santo                                           |
| Pasqua                          | Sabato santo (eccetto Victoria e Australia Occidentale) |
| Pasqua                          | Lunedì di Pasqua                                        |
| 25 aprile                       | Anzac Day                                               |
| primo lunedì dopo o il 9 giugno | Compleanno della Regina (eccetto Australia Occidentale) |
| 25 dicembre                     | Natale                                                  |
| 26 dicembre                     | Santo Stefano                                           |

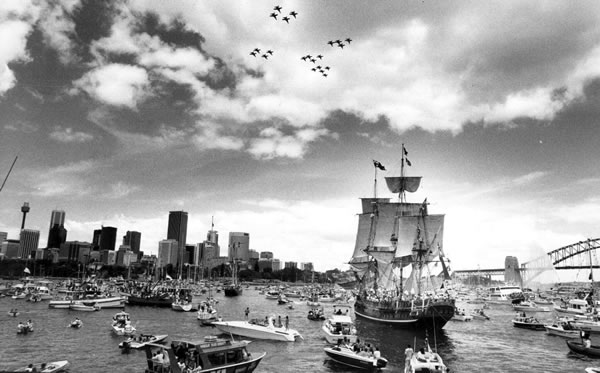
Australia Day, 26 January 1988

L'Australia ha inoltre una festa chiamata festa del Mondo dove ogni anno viene festeggiato un diverso stato del mondo.un'altra festa è il big color che si festeggia il primo giorno di agosto.

## Religione

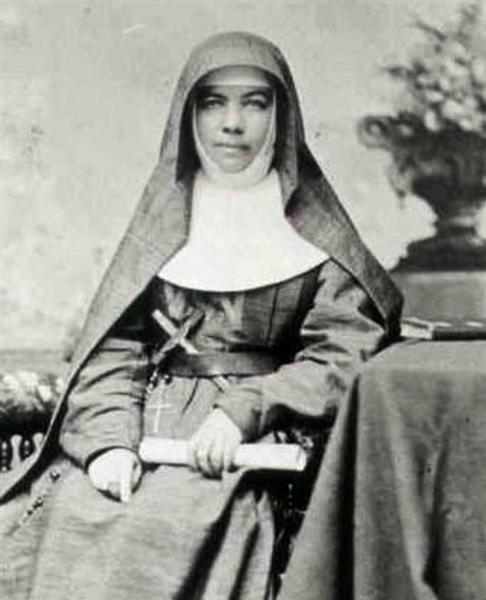
Mary MacKillop, fondatrice della Suore di San Giuseppe del Sacro Cuore di Gesù.

Il 18,7% degli Australiani pratica l'anglicanesimo, mentre il 25,8%, dato più alto fra i Paesi anglosassoni, si dichiara cattolico.
|                           | Australia * (2006) | %Australia * (2006) | Australia **(2001) | %Australia **(2001) |
| Cattolici                 | 5.126.882          | 25,8%               | 5.001.624          | 26,6%               |
| Anglicani                 | 3.718.248          | 18,7%               | 3.881.162          | 20,7%               |
| Atei                      | 3.706.557          | 18,7%               | 2.905.993          | 15,5%               |
| Chiesa Uniate             | 1.135.422          | 5,7%                | 1.248.674          | 6,7%                |
| Presbiteriani e Riformati | 596.668            | 3,0%                | 637.530            | 3,4%                |

*Dati basati sul Censimento 2006
**Dati basati sul Censimento 2001
Nel 2008, la città di Sydney ha ospitato la Giornata Mondiale della Gioventù, evento che ha richiamato in Australia migliaia di giovani cattolici di tutto il mondo. Per l'occasione, Papa Benedetto XVI ha visitato ufficialmente il Paese: il primo pontefice a raggiungere la nazione era stato Paolo VI nel 1970; Giovanni Paolo II è venuto nel 1986 e nel 1995. Mary MacKillop, fondatrice della congregazione Suore di San Giuseppe del Sacro Cuore di Gesù, stata beatificata da papa Giovanni Paolo II nel 1995.

## Gastronomia

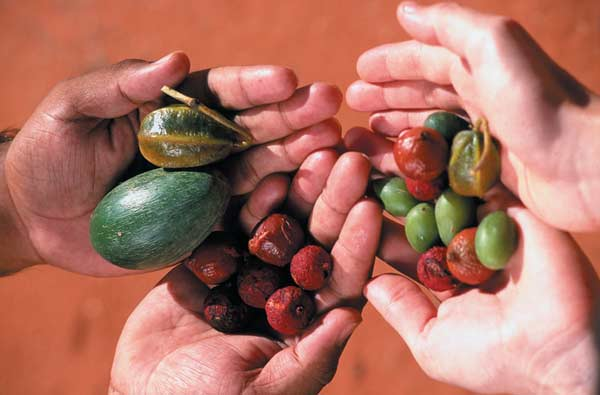
Bush tucker raccolto a Alice Springs

La cucina australiana contemporanea combina le sue origini britanniche e indigene con le influenze mediterranee e asiatiche. Le abbondanti risorse naturali dell'Australia mettono a disposizione una grande varietà di carni di qualità, e fare il barbecue di manzo o agnello all'aria aperta è considerata una divertente tradizione nazionale. La grande maggioranza degli australiani vive vicino al mare e alcuni ristoranti australiani di pesce sono annoverati fra i migliori del mondo.
Bush tucker fa riferimento a una vasta varietà di cibi vegetali e animali nativi del "bush" australiano: frutti selvatici come kakadu plums, finger limes e desert quandongs; pesci e crostacei dei fiumi di acqua salata dell'Australia; e carni selvatiche inclusi emù, coccodrillo e canguro. Molti di questi vengono ancora cacciati nella stagione della caccia dagli Australiani indigeni e ricevono un rinnovato interesse nei menu australiani contemporanei. La noce macadamia è il cibo proveniente dal Bush più famoso e viene raccolto e venduto in grandi quantità.

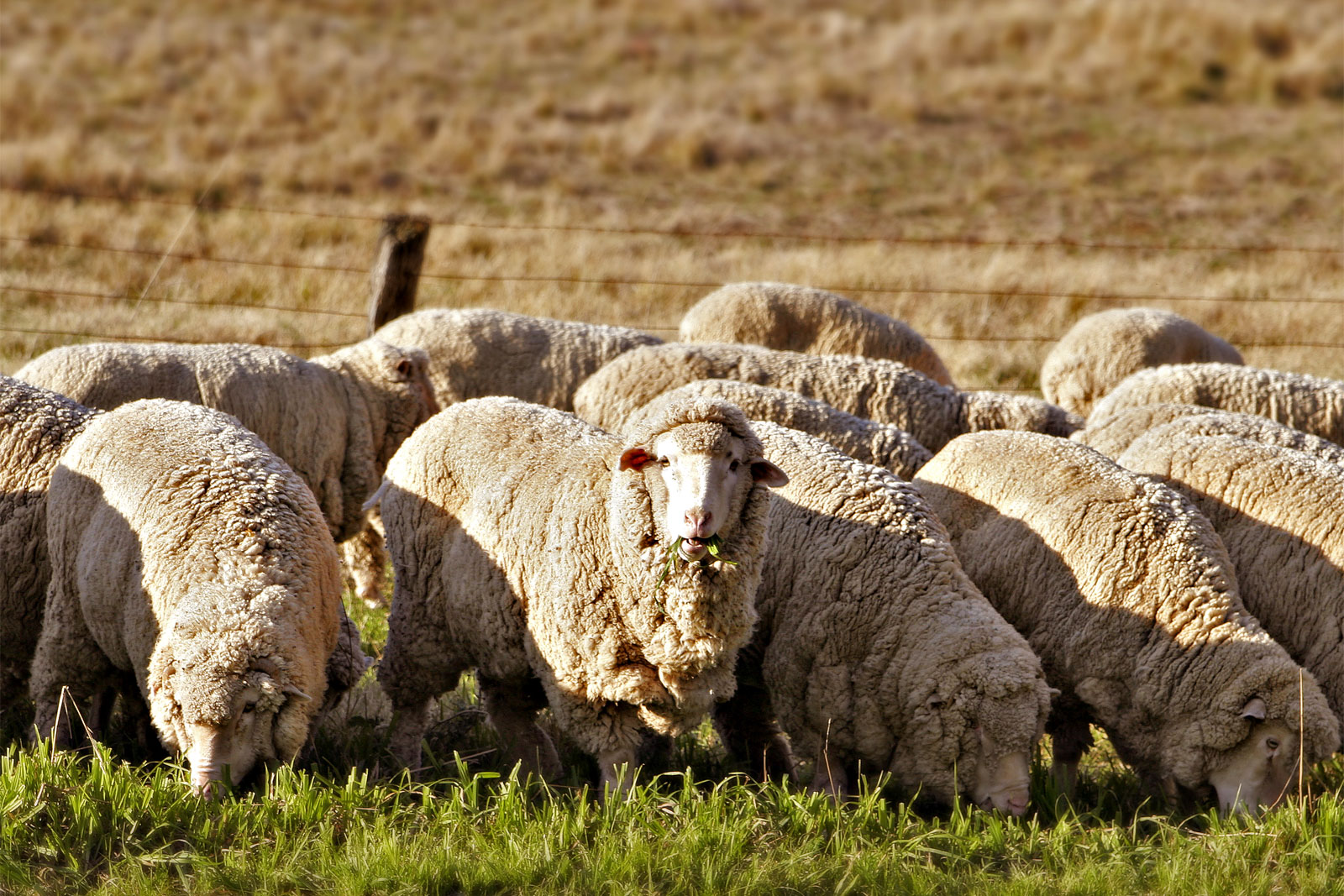
Pecore brucanti nell'Australia rurale. I primi colonizzatori britannici introdussero animali e piante occidentali e la agricoltura australiana produce adesso una abbondanza di prodotti freschi.

I primi coloni britannici portarono con sé carni e piante a loro familiari dall'Europa e queste rimangono importanti nell'alimentazione australiana. I coloni britannici trovarono anche animali selvatici familiari - come cigno, anatra, piccione e pesci - ma i nuovi coloni spesso ebbero difficoltà ad abituarsi all'idea di fauna nativa come alimentazione abituale. Questi installarono industrie agricole che producevano prodotti occidentali più familiari. Queensland e New South Wales diventarono i principali produttori di bestiame da carne, mentre l'allevamento di bestiame da latte si trova negli stati del sud, prevalentemente in Victoria. Il grano e altri cereali sono sparsi piuttosto equamente in tutti gli stati del continente. La canna da zucchero è la pianta più diffusa in Queensland e New South Wales. Frutta e verdura sono coltivati in tutta l'Australia. "Meat and three veg", "fish and chips", e la "Australian meat pie" continuano a rappresentare i piatti tradizionali per molti australiani. Il programma di immigrazione multiculturale seguito alla fine della seconda guerra mondiale ha portato nuovi sapori e influenze, con ondate di immigranti dalla Grecia, Italia, Vietnam, Cina, e da altri paesi che hanno portato diversificazione nella cucina tipica.
La zona di pesca dell'Australia con i suoi 11 milioni di chilometri quadrati è la terza più grande del mondo e fornisce una agevole pesca di crostacei e pesci che influenza notevolmente la cucina australiana. Un ambiente oceanico pulito fornisce pesce di alta qualità. Aragoste, granchi, tonno, salmone e abalone sono le principali specie oceaniche pescate commercialmente, mentre l'acquacoltura produce più di 60 specie per il consumo, incluse le ostriche, i salmonoidi, thunnus maccoyii, cozze, granchi, barramundi, yellowtail kingfish, e freshwater finifish. Nonostante i fiumi e laghi nell'entroterra siano piuttosto scarsi, questi forniscono comunque alcuni pesci e crostacei particolari che sono adatti per cucinare. La pesca e l'acquacoltura costituiscono la quinta industria più importante dell'Australia dopo lana, manzo, frumento e latticini.
Vegemite è un prodotto ben noto originario dell'Australia, nonostante oggigiorno sia prodotto dalla compagnia americana Kraft Foods. I desserts tipici australiani includono pavlova e lamingtons. I biscotti ANZAC biscuits ricordano le razioni dei soldati australiani della prima guerra mondiale alla Battaglia di Gallipoli.

### Bevande

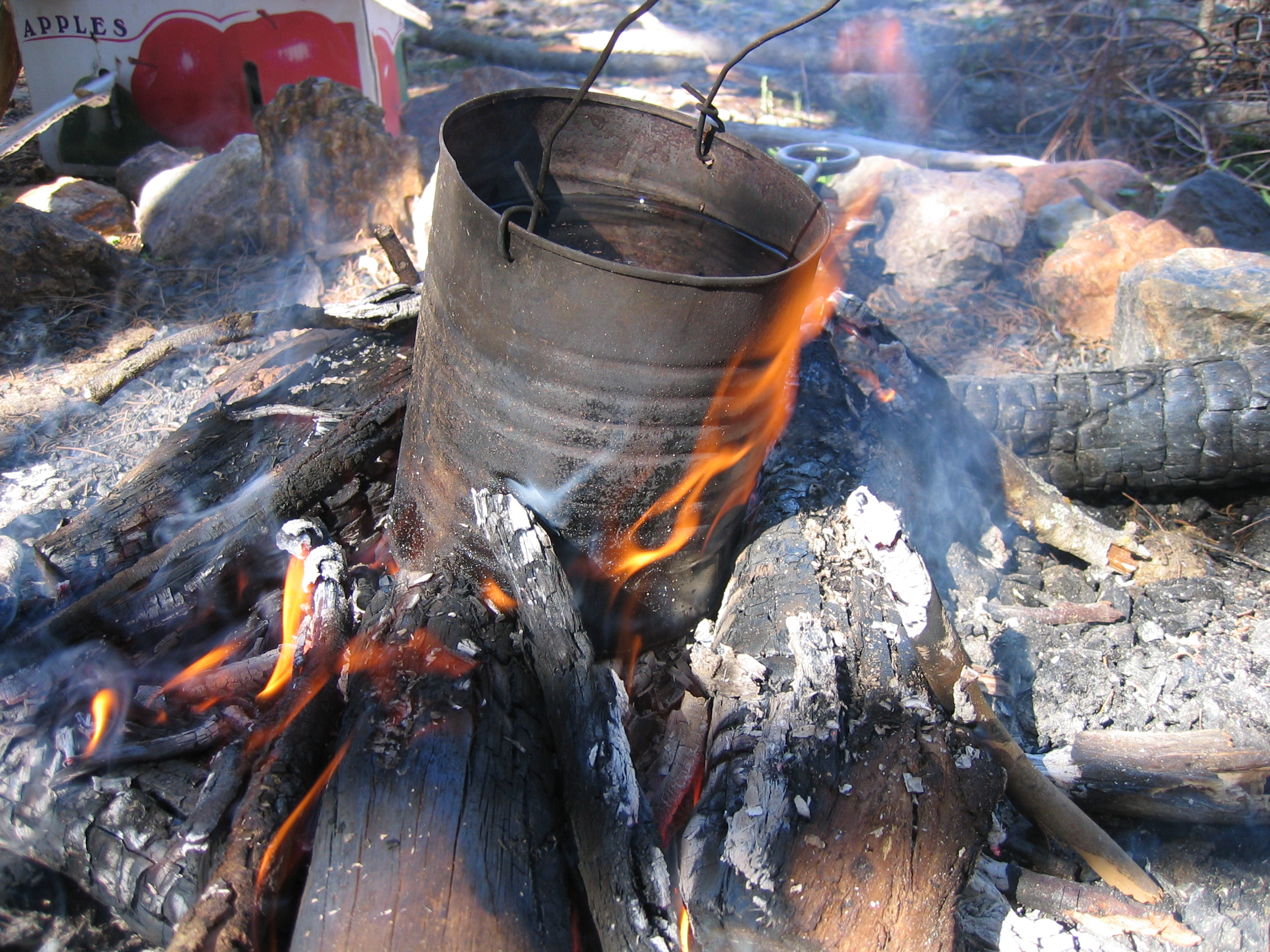
Un billycan usato per scaldare l'acqua

La reputazione dell'Australia come nazione di forti bevitori risale ai primi tempi della Sydney coloniale, quando il rum fu usato come moneta e una carenza di grano seguì l'installazione dei primi apparati di distillazione. Nonostante questa reputazione l'Australia consuma notevolmente meno alcol pro capite delle nazioni dell'Europa Est e Ovest come Gran Bretagna, Francia, Italia e Russia, e delle asiatiche come la Corea del Sud. James Squires è considerato il fondatore della prima birreria commerciale australiana nel 1798 e la Cascade Brewery a Hobart è in funzione dal 1832. A partire dagli anni 1970, le birre australiane sono divenute sempre più popolari a livello mondiale, con la Foster's Lager come export tipico. Foster's non è comunque il maggior venditore sul mercato locale, dove altre marche come la Victoria Bitter la superano.
Billy tea era una bevanda delle scuderie del periodo coloniale australiano. Di solito viene bollito su un fuoco da campo con l'aggiunta di una foglia dell'albero della gomma per il sapore.
L'industria del vino australiano è la quarta più grande del mondo e contribuisce per 5.5 miliardi di dollari l'anno all'economia nazionale. Il vino è prodotto in tutti gli stati, comunque le regioni vinicole sono soprattutto le regioni più fresche del sud. Fra le regioni vinicole più famose ci sono Hunter Region e Barossa Valley e fra i produttori di vino più noti Penfolds, Rosemount Estate, Wynns Coonawarra Estate e Lindemans. L'australiano Penfolds Grange è stato il primo vino al di fuori della Francia o California a vincere il premio Wine Spectator come vino dell'anno nel 1995.

## Comunicazione

### Televisione
Fra le serie televisive australiane vi sono le celebri: H2O, Blue Water High e Neighbours.

### Cinema
Alcuni dei film australiani di maggior successo comprendono Picnic ad Hanging Rock (1975) di Peter Weir; Interceptor (Mad Max), del 1979, diretto da George Miller (nella parte del protagonista Max un giovanissimo Mel Gibson, attore che fu lanciato grazie a questo film); Gli anni spezzati (Gallipoli) (1981) di Peter Weir; L'uomo del fiume nevoso (1982); Mr. Crocodile Dundee (1986); Babe - Maialino coraggioso (1995) di Chris Noonan; 10 canoe, un film del 2006 diretto da Rolf de Heer e Peter Djigirr ed è il primo lungometraggio realizzato interamente in lingua australiana aborigena; Australia (2008), un kolossal epico diretto da Baz Luhrmann, con protagonisti Nicole Kidman e Hugh Jackman.

## Sport

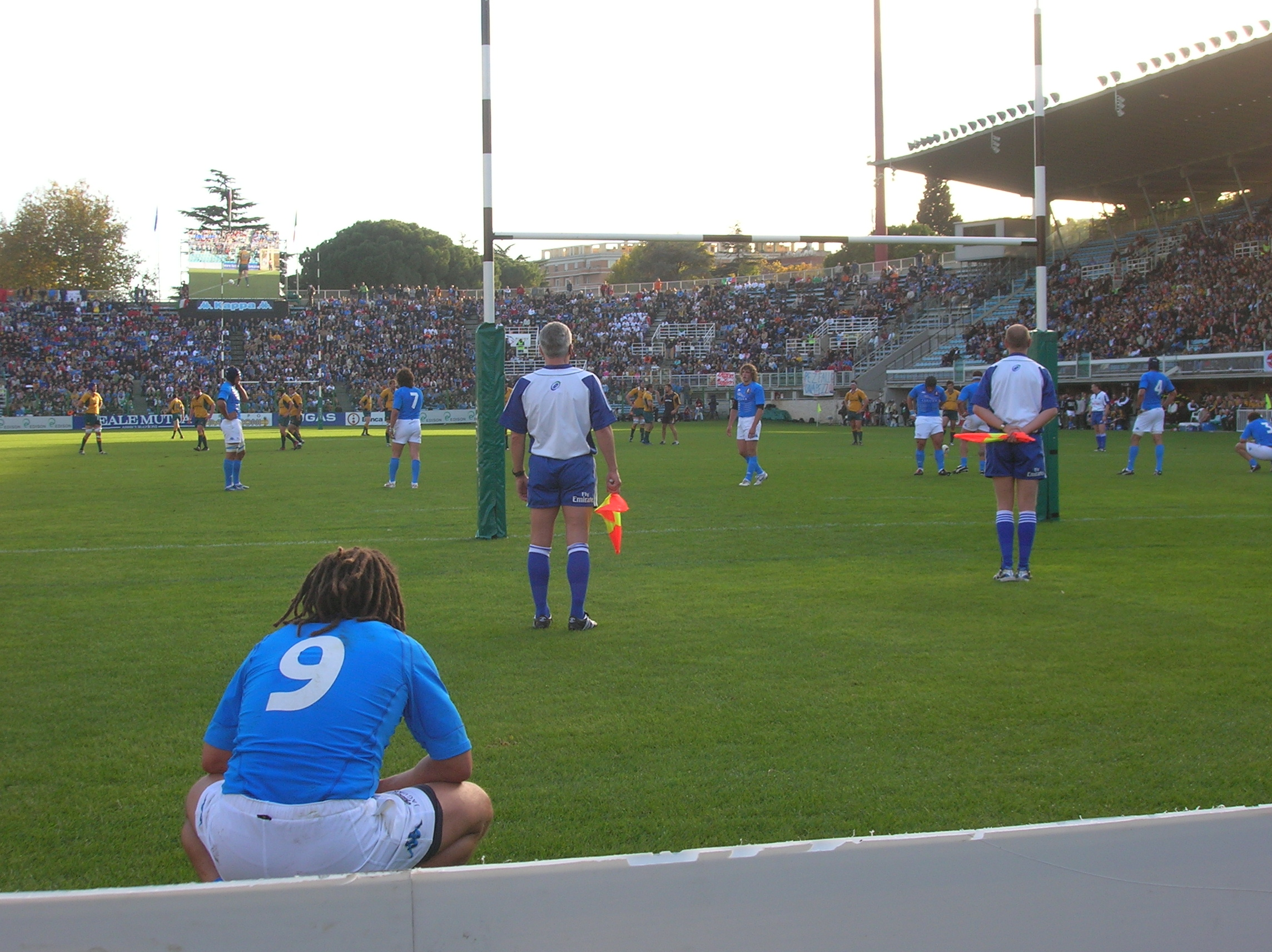
Partita della nazionale di rugby a 15 (wallabe) contro l'Italia al Flaminio di Roma nel 2006.

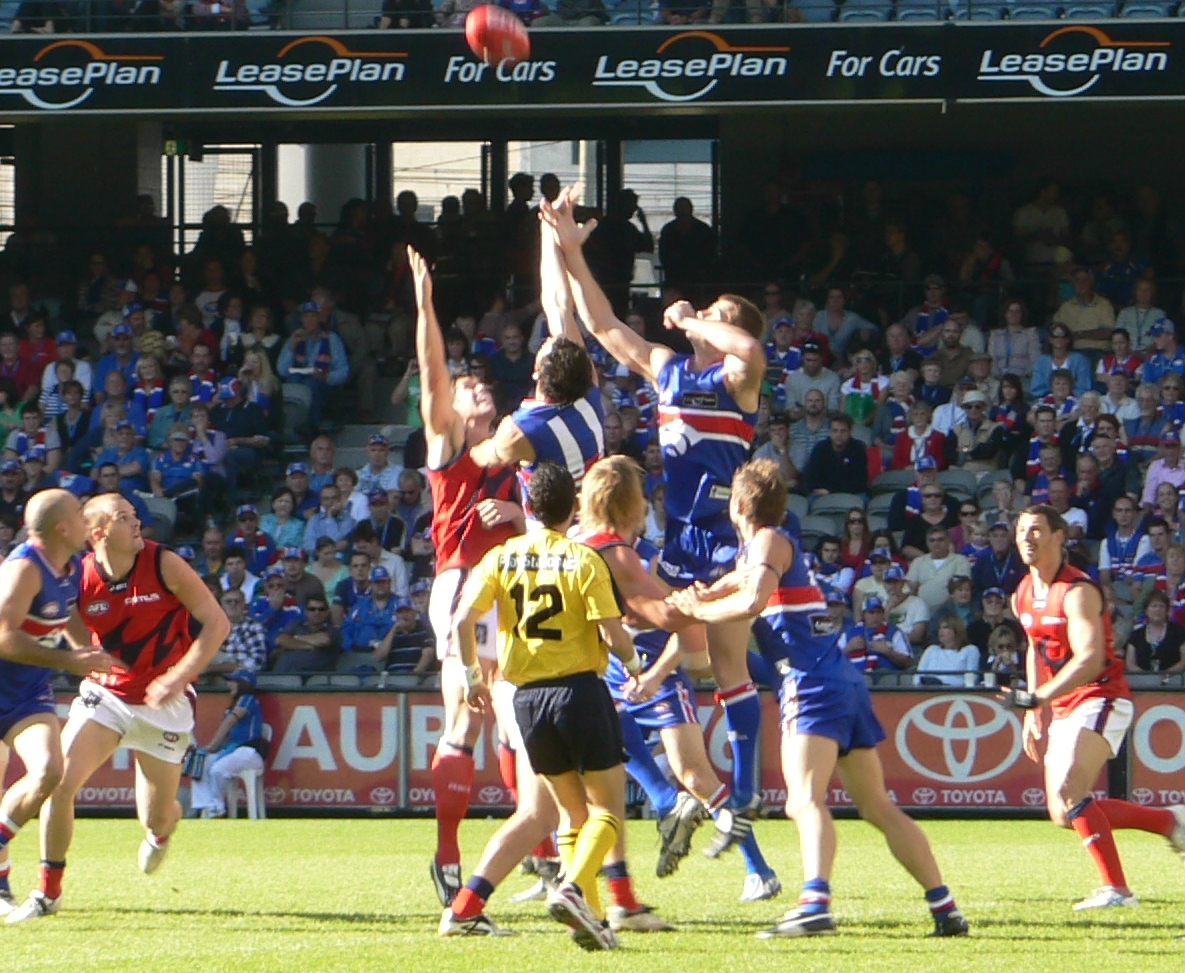
Un ruck durante una partita di football australiano.

Lo sport è molto sentito nella cultura australiana. L'Australia eccelle negli sport di origini britanniche: il rugby, il cricket, il polo, il lacrosse, l'hockey su prato. Ma è anche ai vertici mondiali per il tennis e per il softball. Molto seguito è il football australiano, che si gioca da oltre 150 anni ma che ha regole completamente diverse dalla controparte americana (si gioca senza protezioni, la palla e il campo sono molto differenti da quelli usati nel football americano).
Gli sport più popolari in Australia sono:
- il cricket, il principale campionato professionistico è quello ACL (Australian Cricket League). Ma principalmente la maggior parte degli spettatori vanno a seguire partite internazionali;
- il football australiano (in Australia, Footy), il principale campionato professionistico è quello AFL (Australian Football League);
- il rugby: ci sono due tipi di rugby praticati in Australia. Uno è il 'Rugby League' che rappresenta lo sport più seguito negli stati del Nuovo Galles del Sud e del Queensland. Il principale campionato professionistico è il National Rugby League (NRL). L'altro è il 'Rugby Union' che è uno sport internazionale. Il principale campionato professionistico internazionale è il Super 14 (torneo misto formato da squadre di club australiane, neozelandesi e sudafricane);
- il calcio è uno sport che negli ultimi anni sta diventando sempre più popolare. Con oltre 1.200.000 giocatori registrati è lo sport con il livello di partecipazione più alto in Australia. Un campionato professionistico per club (l'A-League) sta avendo molto successo.

Altri sport sono seguiti passionalmente anche se con meno spettatori, come la pallacanestro, la pallanuoto, il baseball, l'hockey su prato (dove le nazionali australiane sono sempre tra le prime del mondo) e il lacrosse.
Due edizioni delle Olimpiadi si sono svolte in Australia: Melbourne 1956 e Sydney 2000, che hanno permesso alla squadra olimpica australiana di occupare eccellenti posizioni nel medagliere finale. Comunque la rappresentativa olimpica australiana si è sempre fatta onore anche nei Giochi organizzati fuori dal suolo nazionale.
A Pechino 2008 l'Australia si è posizionata sesta nel medagliere con 14 ori.
Tra gli sport individuali, l'Australia è considerata una delle grandi potenze nel nuoto, nel quale ormai da molti anni è ai vertici mondiali. Alle Olimpiadi di Atene del 2004 il nuoto australiano ha conquistato 15 medaglie (secondo solo a quello USA), di cui 7 d'oro, 5 d'argento e 3 di bronzo.
Tra le competizioni più conosciute vi è anche Formula 1, con il Gran Premio d'Australia, che è stato disputato nel Circuito di Adelaide dal 1985 al 1995 come ultimo appuntamento stagionale. Dal 1996 la sede della gare è il Circuito Albert Park a Melbourne e per diverse stagioni è stato anche primo gran premio della stagione per poi cedere il "ruolo" al Gran Premio del Bahrain nel 2006; a partire dal 2025 è tornato ad essere gran premio inaugurale. Inoltre alcuni piloti della massima serie del motorsport sono australiani, tra cui il tre volte campione del mondo Jack Brabham. Attualmente, ci sono 2 piloti australiani in griglia: Oscar Piastri su McLaren e Jack Doohan su Alpine.
Anche il ciclismo dice la sua in Australia, molti australiani praticano ciclismo sulle loro strade, soprattutto nei velodromi dove sono davvero forti e riconosciuti a livello mondiale. Un noto ciclista conosciuto in Italia è Robbie Mcewen, vincitore di diverse tappe al giro d'Italia.
Inoltre il campione del mondo della MotoGP 2007 Casey Stoner è australiano, considerato da alcuni l'erede del suo connazionale pluricampione del motociclismo Mick Doohan. Anche i campioni di SBK Troy Bayliss e Troy Corser sono australiani, come anche il campione del mondo Supersport Andrew Pitt.
Infine il campione mondiale di downhill 2008 Samuel Hill.